# Walter Folger Brown

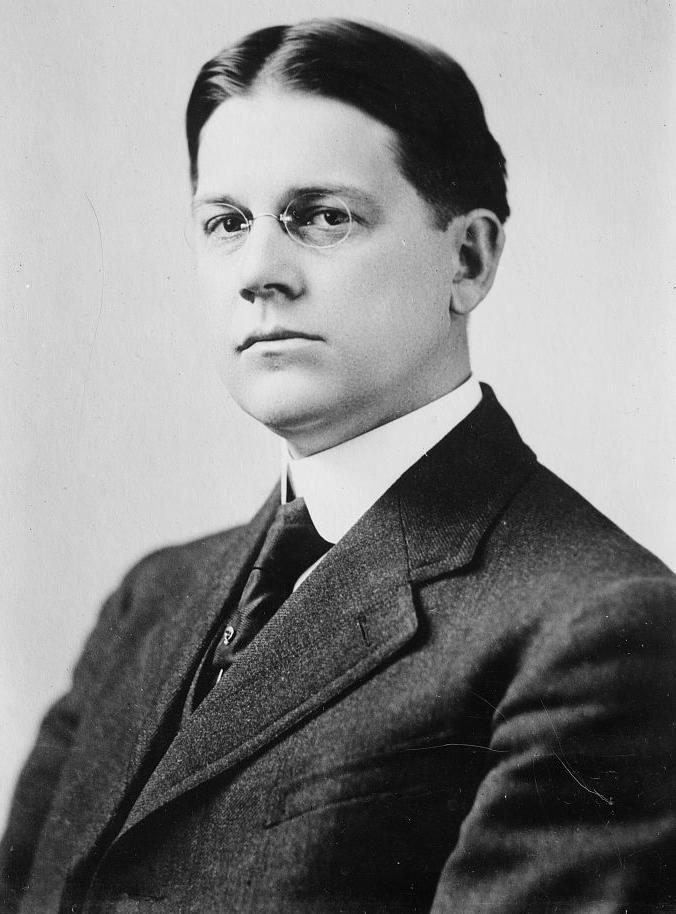
Walter Folger Brown.

Walter Folger Brown, född 31 maj 1869 och död 26 januari 1961, var en amerikansk politiker. Brown var advokat i Ohio från 1894. 1906 blev han en av de framträdande medlemmarna i Ohios republikanska parti, 1912 understödde han dock Theodore Roosevelts presidentkandidatur. Brown utnämndes 1929 till postmaster general i president Hoovers kabinett.